# جاکارتا پست
جاکارتا پست (به انگلیسی: The Jakarta Post) یک نشریه‌ای روزانه به زبان انگلیسی است که در اندونزی منتشر می‌شود. مالک این نشریه PT Bina Media Tenggara است و مرکز آن در پایتخت اندونزی جاکارتا قرار دارد. این نشریه به عنوان یک شراکت بین چهار رسانه اندونزیایی به خواست Ali Murtopo و Jusuf Wanandi ایجاد شد. این نشریه تا کنون چندین جایزه برده‌است و از آن به عنوان «پیشرو نشریات انگلیسی‌زبان روزانه اندونزی» یاد می‌شود. این نشریه یک نسخهٔ آنلاین هم دارد که حاوی جزئیات بیشتری است که در نسخه چاپی امکان قرار دادن آنها وجود ندارد.